# 李明 (1984年)
李明（1984年2月29日—？），中國足球運動員，司職後衛，於2013年12月22日屯門主場對橫濱FC香港的護級大戰中打假波導致屯門以1–2落敗而李明現時則潛逃內地失蹤。

## 球會生涯
李明生於中國，曾分別效力浙江綠城、廣東日之泉和廣州隊直到在2006年由內地來港加盟愉園，在2009年轉投晨曦至2012年加盟屯門，不過他於2013年12月22日屯門主場對橫濱FC香港的護級大戰，比賽至補時階段對方的一次角球攻勢後備上陣李明在補時3分鐘神奇地衝入小禁區無壓力下頂入烏龍球，而屯門最終因這個烏龍球以1–2落敗，賽後球圈各方均對事件表達關注香港足總在翌日發表聲明表示會成立專責委員會調查今次事件，而屯門會方於同日宣佈李明因訓練及比賽時態度有問題球隊經過內部會議後決定與其終止合約，事件觸發球隊領導層及主力集體離隊，最終李明則把手提電話關上與外界斷絕聯絡潛逃內地失蹤。

## 外部連結
- 香港足球總會網頁球員註冊資料 （页面存档备份，存于）